# 왕립연극학교

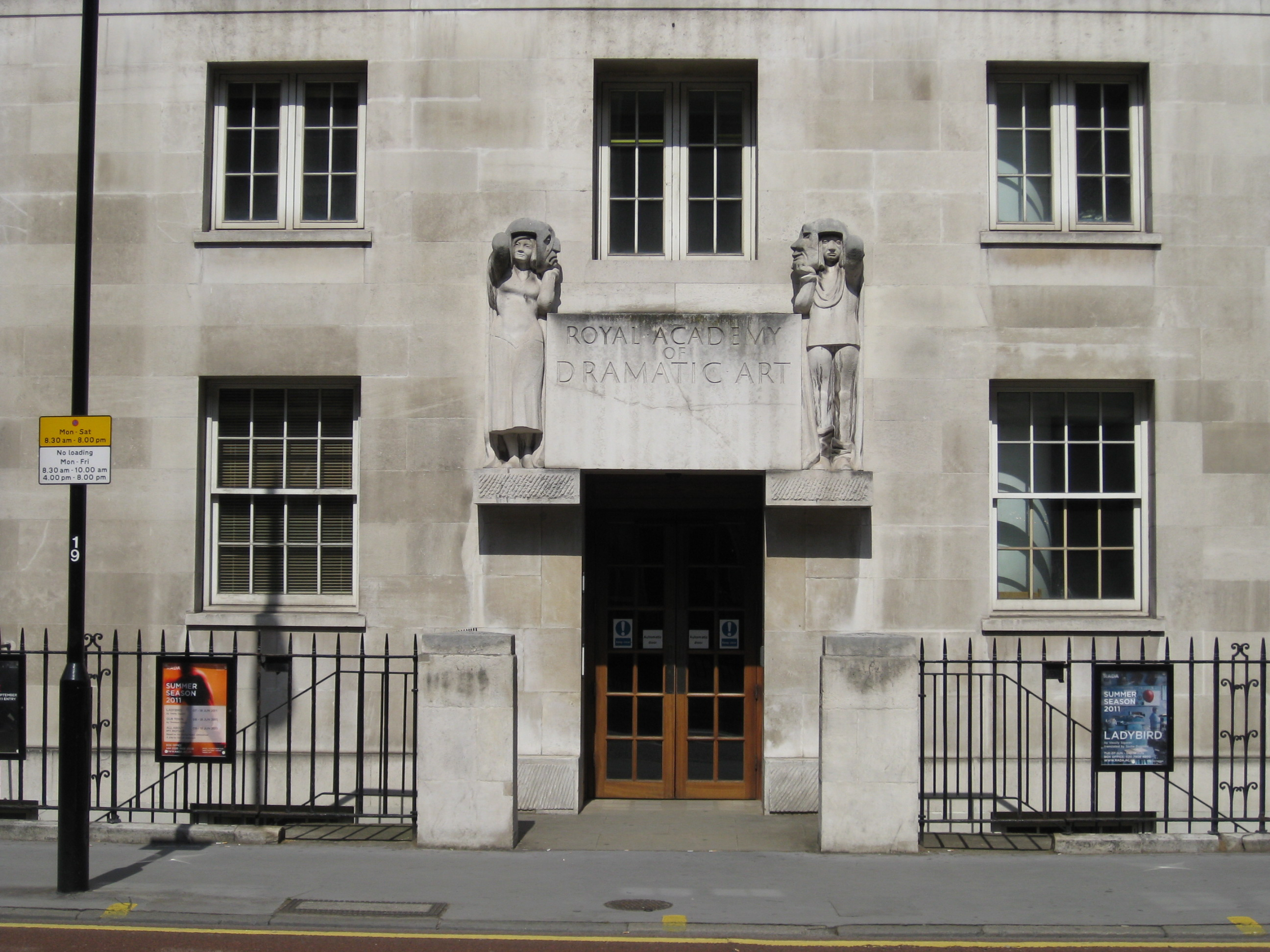
왕립연극학교

왕립연극학교(王立演劇學校, 영어: Royal Academy of Dramatic Art 로열 아카데미 오브 드라마틱 아트[*])는 영국 런던에 있는 연극 학교이다. 통칭 RADA. 1904년에 연극 프로듀서 허버트 비어봄 트리에 의해 설립되었다. 3년제로, 배우와 무대 감독 양성 과정뿐만 아니라 관리와 무대 미술, 의상 등의 코스도 있다. 또한, 여름만의 여름 학교와 쇼트 코스도 있다.